# Sakskøbing Sogn
Sakskøbing Sogn er et sogn i Lolland Østre Provsti (Lolland-Falsters Stift).
Sakskøbing Sogn lå i Sakskøbing Købstad og omfattede også Sakskøbing Landsogn. Landsognet var en sognekommune, der hørte til Musse Herred (Maribo Amt), som købstaden kun hørte til geografisk. Ved kommunalreformen i 1970 blev Sakskøbing købstad og landdistrikt kernen i Sakskøbing Kommune, der ved strukturreformen i 2007 indgik i Guldborgsund Kommune.
I Sakskøbing Sogn ligger Sakskøbing Kirke.
I sognet findes følgende autoriserede stednavne:
- Cypressegård (bebyggelse)
- Hestehave (bebyggelse)
- Kohave (areal)
- Lille Rørbæk (bebyggelse)
- Oreby (bebyggelse, ejerlav)
- Orebygård (ejerlav, landbrugsejendom)
- Reersø (bebyggelse, ejerlav)
- Rodsnæs (landbrugsejendom)
- Roskildehave (bebyggelse)
- Rørbæk (bebyggelse, ejerlav)
- Rørbæk-Langet (bebyggelse, ejerlav)
- Sakskøbing (bebyggelse, ejerlav)
- Skyttevænget (bebyggelse)
- Stensore (areal, bebyggelse)
- Strandhuse (bebyggelse)